# (33688) Meghnabehari
1999 JQ123 (asteroide 33688) é um asteroide da cintura principal. Possui uma excentricidade de 0.10034590 e uma inclinação de 2.97224º.
Este asteroide foi descoberto no dia 13 de maio de 1999 por LINEAR em Socorro.